# Январь 2025 года

Список событий января 2025 года.

## События
- 1 января
  - Преступления и происшествия
    - В результате преднамеренного наезда на толпу и последующей стрельбы в городе Новый Орлеан (США) погибли как минимум 15 и ранены более 30 человек. Большинство пострадавших — местные жители[1][2].
    - В результате взрыва Tesla Cybertruck у отеля Трампа[англ.] в Лас-Вегасе погиб водитель, ещё семь человек получили ранения[3]. Происшествие квалифицировано как террористический акт[4][5][6].
    - В результате стрельбы в кафе в черногорском городе Цетине погибли 14 человек (включая напавшего), ещё 3 получили ранения[7].

  - Экономика
    - Газовые конфликты между Россией и Украиной: прекращён транзит российского природного газа через газотранспортную систему Украины[8].
    - Болгария и Румыния стали полноправными членами Шенгенской зоны[9].
    - Банк «Открытие» совершил закрытие[10].

  - Культура
    - Авторские права на Тинтина и Попая перешли в общественное достояние[11].

  - Спорт
    - Австриец Даниэль Чофениг выиграл второй этап Турне четырёх трамплинов и вышел в лидеры общего зачёта после 2 из 4 этапов[12].

- 2 января
  - Китай сообщил, что завершил создание национальной компьютерной сети CENI для тестирования новых информационных технологий[13].
  - Катастрофы и стихийные бедствия
    - Два человека погибли и 19 получили ранения в результате крушения небольшого самолёта[англ.], пробившего крышу здания по производству мебели в Южной Калифорнии, где работали по меньшей мере 200 человек[14].

  - Спорт
    - В возрасте 103 лет умерла старейшая в истории олимпийская чемпионка Агнеш Келети. Она завоевала пять золотых медалей в спортивной гимнастике на Играх 1952 и 1956 годов[15].

- 3 января
  - Политика
    - В Сеуле не смогли арестовать подозреваемого в совершении мятежа Юн Сок Ёля, следователи вошли в резиденцию президента Республики Корея, чтобы исполнить ордер на его арест, однако служба безопасности главы государства воспрепятствовала им[16].
    - Начал функционировать 119-й Конгресс США[17]; Майк Джонсон переизбран спикером палаты представителей[18].
    - Суд в Нью-Йорке назначил дату вынесения приговора избранному президенту США Дональду Трампу по делу о фальсификации отчётности для сокрытия выплат за молчание порнозвезде Сторми Дэниэлс на 10 января 2025 года, за 10 дней до его второй инаугурации[19].

  - Спорт
    - 17-летний Люк Литтлер стал самым молодым в истории чемпионом мира по дартсу[20].

- 4 января
  - Политика
    - Президент США Джо Байден наградил медалью Свободы миллиардера Джорджа Сороса, бывшего госсекретаря Хиллари Клинтон и ещё 17 человек[21].

  - Спорт
    - Австриец Штефан Крафт выиграл третий этап Турне четырёх трамплинов, победив на трамплине Бергизель в Инсбруке. Остальные два призовых места также заняли австрийские прыгуны. Крафт лидирует в общем зачёте турне после трёх этапов из четырёх[22].

- 5 января
  - Искусство
    - Состоялась церемония вручения кинопремии «Золотой глобус». Лучшей драмой стал фильм «Бруталист», а комедией/мюзиклом — «Эмилия Перес»[23].

  - Преступления и происшествия
    - В пожаре в доме престарелых в посёлке Кильмезь Кировской области России погибло 8 человек[24].

  - Спорт
    - Сборная США выиграла чемпионат мира по хоккею с шайбой среди молодёжных команд, обыграв в финале в овертайме сборную Финляндии. Третье место заняла команда Чехии[25].
    - Норвежец Йоханнес Хёсфлот Клебо 4-й раз в карьере стал победителем лыжной многодневки «Тур де Ски»[26]. У женщин также 4-й раз в карьере победу одержала Тереза Йохёуг[27].

- 6 января
  - Политика
    - Конгресс США официально сертифицировал победу Дональда Трампа на президентских выборах 2024 года, на которых он набрал 312 голосов коллегии выборщиков; Вторая инаугурация Трампа запланирована на 20 января 2025 года[28].
    - Премьер-министр Канады Джастин Трюдо объявил, что уходит в отставку; технически он будет оставаться на посту премьер-министра до тех пор, пока правящая партия не выберет ему преемника[29].
    - Индонезия вошла в состав БРИКС[30].
    - Президент Украины Владимир Зеленский дал трёхчасовое интервью американскому подкастеру Лексу Фридману[31].

  - Геральдика
    - Король Дании Фредерик X изменил герб страны, увеличив на нём символ Гренландии, что некоторые связали с заявлениями Трампа о возможной покупке острова[англ.][32].

  - Спорт
    - 22-летний австриец Даниэль Чофениг выиграл последний этап «Турне четырёх трамплинов» в Бишофсхофене и стал победителем турне в общем зачёте. Вторым в Бишофсхофене и общем зачёте стал Ян Хёрль, третье место занял Штефан Крафт. Чофениг, Хёрль и Крафт заняли 10 из 12 призовых мест на 4 этапах турне[33].

- 7 января
  - Политика
    - Избранный президент США Дональд Трамп провёл пресс-конференцию в своем поместье Мар-а-Лаго, в ходе которой заявил, что если ХАМАС не отпустят заложников, ко дню его инаугурации, то «на Ближнем Востоке разверзнется ад»[34][35]. После чего переговоры о возвращении заложников и прекращении войны в Газе резко интенсифицировались, избранный вице-президент США Джей Ди Вэнс сообщил, что был достигнут значительный прогресс и сделка может заключена в ближайшие дни[36].

  - Медиа
    - Марк Цукерберг объявил о пересмотре политики модерации в соцсетях Facebook и Instagram, глава Meta признал, что системы, созданные для модерации и фактчекинга, допускали «слишком много ошибок и слишком много цензуры»[37][38][39]; вместо старой системы проверки будет введён аналог «Заметок сообщества[англ.]», применяемый в «Твиттер» (X), где пользователи могут указать на недостоверные сведения в публикациях других людей[40].
    - Getty Images и Shutterstock объявили о слиянии в единый банк изображений. Это позволит обеим компаниям расширить свои библиотеки стоковых изображений на фоне растущей конкуренции со стороны инструментов создания изображений[англ.] на базе искусственного интеллекта. Стоимость сделки составила 3,7 млрд $[41].

  - Экономика
    - В Сирии возобновились международные авиарейсы впервые после падения режима Асада. Сирийцы с разноцветными воздушными шарами и цветами приветствовали пассажиров, прибывших первым за почти 13 лет катарским коммерческим рейсом, который приземлился в аэропорту Дамаска[42].

  - Катастрофы и стихийные бедствия
    - Губернатор Калифорнии Гэвин Ньюсом объявил чрезвычайное положение из-за лесных пожаров, приведших к эвакуации нескольких десятков тысяч человек[43][44].
    - Жертвами землетрясения в Тибете стали как минимум 126 человек[45].

- 8 января
  - При нападении на президентский дворец в Нджамене (Чад) погибли 20 человек, ещё 11 получили ранения (среди погибших 18 напавших боевиков Боко харам и двое сотрудников безопасности президента). Президент Деби присутствовал во дворце во время атаки, но не пострадал[46][47].
  - Джо Байден стал первым президентом в истории США ставшим прадедушкой во время нахождения в должности[48].
  - Спорт
    - Алберт Попов[болг.] принёс Болгарии вторую в истории победу на этапе Кубка мира по горнолыжному спорту, выиграв слалом в итальянской Мадонне-ди-Кампильо. Первую победу одержал ровно 45 лет назад Петр Попангелов[болг.][49].

- 9 января
  - В Ливане после двух лет политического вакуума избран[англ.] новый президент — генерал Жозеф Аун[50].
  - В Вашингтонском кафедральном соборе прошла государственная панихида по Джимми Картеру, присутствовали все пять ныне живущих президентов США[51].

- 10 января
  - Суд в Нью-Йорке вынес Дональду Трампу приговор без наказания по делу о выплатах порноактрисе Сторми Дэниелс. Приговор без наказания, также называемый безусловным освобождением, означает, что вступающий в должность президент избежит тюремного заключения, испытательного срока и уплаты штрафов[52][53]. Трамп станет первым президентом США с судимостью[54].
  - США не признали инаугурацию Николаса Мадуро, в третий раз вступившего в должность президента Венесуэлы, и подняли награду за его поимку до 25 млн $[55][56].
  - Опубликованы данные службы изменения климата программы «Коперник», согласно которым в 2024 году средняя температура поверхности Земли впервые более чем на 1,5 °C превысила доиндустиальный уровень[57][58].
  - Президент Австрии Александр Ван дер Беллен назначил министра иностранных дел Александра Шалленберга временным канцлером вместо Карла Нехаммера, ушедшего в отставку шесть дней назад[59][60].
  - Спорт
    - Французский теннисист Гаэль Монфис (38 лет и 4 месяца) стал самым возрастным победителем турнира ATP c 1977 года после титула ATP 250 в Окленде[61].

- 11 января
  - Вооружённые конфликты
    - Гражданская война в Судане: Вооружённые силы Судана объявили о взятии[англ.] Вад-Медани, административного центра Эль-Гезира[62].

- 12 января
  - Политика
    - Зоран Миланович переизбран президентом Хорватии на второй срок[63].
    - Наваф Салам назначен премьер-министром Ливана[64].

  - Спорт
    - В Мельбурне начались матчи основной сетки Открытого чемпионата Австралии по теннису[65].

- 13 января
  - Религия
    - В Индии началось 44-дневное празднование фестиваля[англ.] Маха Кумбха Мела, проводимого раз в 144 года[66].

  - Спорт
    - В Турине началась XXXII зимняя Универсиада, которая будет проходить до 23 января[67].

- 14 января
  - Международные отношения
    - Президент США Джо Байден исключил Кубу из списка государств — спонсоров терроризма в обмен на освобождение 553 кубинских политических заключенных[68][69][70][71].

  - Катастрофы и стихийные бедствия
    - Сумма экономического ущерба от лесных пожаров в Калифорнии достигла 275 млрд $[72].

  - Вооружённые конфликты
    - КНДР осуществила запуск нескольких баллистических ракет малой дальности у своего восточного побережья[73]. Республика Корея расценила запуск как провокацию, серьёзно угрожающую миру и стабильности на Корейском полуострове[74].

  - IT
    - В России произошёл масштабный сбой в работе интернета, уже второй с начала года[75].

  - Спорт
    - Начался 29-й чемпионат мира по гандболу среди мужчин, который проходит в Хорватии, Дании и Норвегии. Финал будет сыгран 2 февраля на стадионе «Юнити Арена» в норвежском Беруме[76].

- 15 января
  - Вооружённые конфликты
    - Израиль и ХАМАС заключили соглашени об обмене[англ.] израильских заложников на палестинских заключённых и поэтапном прекращении войны в Газе[77][78][79].

  - Политика
    - В Республике Корея со второй попытки был задержан отстранённый в результате импичмента президент Юн Сок Ёль. Полиции и следователям УРК пришлось штурмовать баррикады на территории резиденции и резать колючую проволоку[80].

  - Наука и технологии
    - Состоялся запуск двух лунных исследовательских миссий, Blue Ghost M1 и HAKUTRO-R Misson 2, перелёт до Луны займёт 4-5 месяцев[81].

  - Некрологи
    - В возрасте 78 лет умер американский режиссёр Дэвид Линч[82]; за несколько дней до смерти режиссёр, страдавший эмфиземой легких, был эвакуирован из зоны пожаров в Калифорнии[83][84].

  - Искусство
    - Объявлены номинанты на премию BAFTA[85].

- 16 января
  - Компания Blue Origin осуществила первый запуск тяжелой ракеты New Glenn[86].
  - В Москве начался снос здания администрации парка Горького, возведённого по проекту Лазаря Лисицкого, Любови Залесской и при участии Алексея Щусева и Александра Дейнеки[87][88].
  - В Словакии произошло нападение с ножом в школе, погибли два, нападавший арестован[89].
  - В ходе седьмого испытательного полета сверхтяжёлый космический корабль Starship компании SpaceX потерпел крушение над Атлантическим океаном приблизительно через 8,5 минут после старта; по словам Илона Маска, причиной аварии могла стать утечка топлива или кислорода[90][91][92].
  - Джон Войт, Мел Гибсон и Сильвестр Сталлоне номинированы[англ.] на должности специальных послов в Голливуде[93].

- 17 января
  - Из-за аномально сильных морозов в Вашингтоне избранный президент США Дональд Трамп распорядился перенести свою инаугурацию внутрь Капитолия. Ранее подобное изменение стандартной процедуры инаугурации президента США происходило лишь раз в истории США — во время инаугурации[англ.] Рональда Рейгана в 1985 году, тоже из-за морозов[94][95].
  - Кабинет министров Израиля ратифицировал соглашение с ХАМАС, в случае одобрения этого решения Верховным судом Израиля прекращение огня и обмены[англ.] должны будут начаться 19 января 2025 года[96].
  - Верховный суд США поддержал[англ.] закон о блокировке TikTok на территории в США с 19 января 2025 года, если его китайская материнская компания ByteDance не продаст его американским инвесторам[97].

- 18 января
  - Происшествия и преступления
    - В Тегеране убиты[англ.] двое шариатских судей, один из которых, Али Разини[перс.], входил в Совет экспертов, а второй, Мохаммад Мокисех, ранее работал в Верховном суде Ирана[англ.]; стрелок покончил с собой[98].

- 19 января
  - TikTok стал недоступен пользователям в США в связи с вступлением в силу федерального закона о его запрете; руководство сервиса рассчитывает на поддержку Трампа в восстановлении работы TikTok, как только он вступит в должность[99][100].
  - В Республике Корея арестован отстранённый в результате импичмента президент Юн Сок Ёль, сторонники которого в ответ атаковали Западный окружной суд Сеула, выдавший ордер. Девять полицейских получили ранения, задержано 87 протестующих[101][102].
  - Вступило в силу соглашение между Израилем и ХАМАС о прекращении огня в секторе Газа и обмене израильских заложников на палестинских заключённых[103][104][105][106].

- 20 января
  - Первые 100 дней второго президентства Дональда Трампа[англ.]:
    - Введено чрезвычайное положение на границе США и Мексики[107].
    - Помилованы 1,5 тысячи осужденных за «Штурм Капитолия» 6 января 2021 года[108].
    - Отменены 78 исполнительных актов Байдена[109].
    - Отложено введение федерального запрета на TikTok как минимум на 75 дней[110].
    - Подписан указ о выходе США из Парижского соглашения по климату[111].
    - Запрещено приложение CBP One[англ.][112].
    - Подписан указ о выходе США из Всемирной организации здравоохранения[113].
    - Ограничено получение гражданства США по праву рождения[114].
    - Подписан указ о приравнивании наркокартелей к террористическими организациями[115], что допускает применение к ним военной силы за пределами территории США[116].
    - Трамп подписал указ о признании в США только двух полов — мужского и женского[117][118].
    - Трамп снова включил Кубу в список стран — спонсоров терроризма[119].
    - Трамп подписал указ о создании департамента эффективности правительства (DOGE), руководить которым будет американский предприниматель Илон Маск[120].

  - Состоялась инаугурация 47-го президента США Дональда Трампа[121].
  - 46-й президент США Джо Байден своим последним решением на посту президента совершил первое в истории США упреждающее помилование, помиловав пятерых членов своей семьи, а также ряд видных оппонентов Дональда Трампа превентивно[122][123][124].
  - TikTok возобновил работу в США после заявления избранного президента Дональда Трампа[125].
  - Kingdom Holding Company[англ.] официально объявила о возобновлении строительства Башни Джидды[126], завершить строительство самого высокого в мире здания планируется в течение 42 месяцев[127].
  - В Китае казнены Сюй Цзяцзинь и Фань Вэйцю[128].

- 21 января
  - Нарковойна в Мексике: Бывший региональный прокурор Элохим Диас Хименес и кофейный бизнесмен Кристиан Муньос застрелены в ресторане в Метепеке вооруженными людьми, замаскированными под сотрудников службы доставки еды[129].
  - В русскоязычной Википедии переименовали статью о Беларуси[130].
  - В результате пожара в отеле на горнолыжном курорте Карталкая в Турции погибли 78 человек[131].
  - В США основано совместное предприятие OpenAI, SoftBank и Oracle — компания The Stargate Project, крупнейший проект в области искусственного интеллекта, включающий в себя масштабное строительство центров обработки данных и другой вычислительной инфраструктуры, необходимой для поддержки развития ИИ, чтобы сохранить преимущество перед Китаем. В течение ближайших 4 лет в него запланированы инвестиции в объёме около 500 млрд $[132][133][134].
  - Состоялся парад планет: Венера, Сатурн, Юпитер и Марс были видны невооруженным глазом, а Нептун и Уран — в телескоп[135].
  - Трамп отменил в США политику DEI, все федеральные служащие и подрядчики, работавшие по этим программам, были отправлены в оплачиваемый отпуск и вскоре будут уволены[136].

- 22 января
  - Йеменские хуситы отпустили всех 25 членов экипажа японского судна Galaxy Leader[англ.], державшихся ими в заложниках с ноября 2023 года, в качестве жеста поддержки соглашения о прекращении огня между Израилем и ХАМАС[137]. Тем не менее Трамп всё рано подписал указ о признании хуситов террористической организацией[138].
  - Лесные пожары в Южной Калифорнии: возник новый очаг возгорания, огонь распространился на площадь более 5000 акров, что вызвало новые обязательные распоряжения об эвакуации в округе Лос-Анджелес[139].

- 23 января
  - Дональд Трамп поручил рассекретить документы об убийствах Джона Кеннеди, Роберта Кеннеди и Мартина Лютера Кинга[140]. В течение 15 дней должен быть подготовлен план полного обнародования документов, относящихся к убийству Джона Кеннеди, и течение 45 дней к убийствам Роберта Кеннеди и Мартина Лютера Кингна[141].
  - Трамп выступил на всемирном экономическом форуме в Давосе, призвав страны ОПЕК повысить добычу нефти, а страны НАТО увеличить долю расходов на оборону до 5 % ВВП[142].
  - Суд в Англии приговорил убийцу детей в Саутпорте к 52 годам тюремного заключения[143].
  - Михол Мартин избран[англ.] премьер-министром Ирландии[144].
  - Юра Борисов, сыгравший в ленте «Анора» Шона Бейкера, стал первым российским актёром, номинированным на кинопремию «Оскар». Лауреаты премии станут известны 2 марта 2025 года[145].

- 24 января
  - Второй кабинет Дональда Трампа: Пит Хегсет утвержден на пост министра обороны США[146]. Несколькими днями ранее также был утверждён Марко Рубио на должность Государственного секретаря США[147].
  - Американо-саудовские отношения:
    - Наследный принц Саудовской Аравии Мухаммед бин Салман объявил о намерении инвестировать 600 миллиардов $ в экономику США в течение следующих четырёх лет[148]. Министр экономики и планирования Саудовской Аравии Фейсал Алибрагим[англ.] уточнил, что упомянутые принцем инвестиции будут включать в себя также закупки в государственном и частном секторах[149].
    - Саудовская Аравия обратилась к композитору Хансу Циммеру с просьбой написать новую интерпретацию государственного гимна, поскольку королевство активизирует работу по смене имиджа[150][151][152].

  - Протесты
    - В Словакии продолжаются акции протеста против пророссийской политики премьер-министра страны Роберта Фицо[153]. Демонстрации против Фицо начались 10 января 2025 года, вскоре после его визита в Москву в конце декабря 2024 года[154].
    - В Сербии состоялась массовая акция протеста, в формате всеобщей забастовки[источник не указан 68 дней].

  - Погодные рекорды: Шторм Эовин[англ.] установил новый рекорд скорости ветра для Ирландии: в Коннемаре в графстве Голуэй был зафиксирован порыв ветра, имевший скорость 183 км/ч, что превзошло прошлый рекорд скорости ветра в стране 182 км/ч, установленный в 1945 году[155].

- 25 января
  - Вооружённые конфликты
    - Соглашение о трёхэтапном прекращении огня между Израилем и ХАМАС: Состоялся второй раунд обмена, ХАМАС освободил четырёх израильских заложниц, а Израиль 200 палестинских заключенных[156].

  - Культура
    - В Нидерландах ограбили музей Дренте, украдены несколько ценных артефактов, в том числе знаменитый Шлем Коцофенешти[157].

  - Политика
    - Президент США Дональд Трамп уволил от 12 до 17 генеральных инспекторов[англ.] из более чем десятка федеральных агентств в ходе масштабной ночной чистки[158][159][160].

  - Спорт
    - 29-летняя американка Мэдисон Киз впервые в карьере выиграла турнир Большого шлема, победив в финале Открытого чемпионата Австралии по теннису первую ракетку мира Арину Соболенко[161].

- 26 января
  - Александр Лукашенко переизбран президентом Республики Беларусь на седьмой срок[162].
  - Президенту Южной Кореи Юн Сок Ёлю официально предъявлены обвинения в мятеже в связи с объявлением им военного положения в декабре 2024 года[163].
  - Тарифная политика Дональда Трампа:
    - Президент США Дональд Трамп ввёл 25 %-ный тариф на все товары, поставляемые в США из Колумбии после того, как страна отказалась принимать рейсы по депортации нелегальных иммигрантов[164].
    - После чего президент Колумбии Густаво Петро согласился принимать депортированных и даже отправил за ними личный президентский самолёт «для обеспечения достойного возвращения колумбийских граждан, которые должны были прибыть в страну сегодня утром после депортационных рейсов»[165]; ввод тарифов против Колумбии был приостановлен[166].

- 27 января
  - Индийско-китайские отношения: Китай и Индия договорились возобновить прямое авиасообщение после пятилетнего перерыва[167].
  - Конфликт между ДРК и Руандой: М23 захватили Гому[168].
  - Выход новой китайской ИИ-модели от DeepSeek вызвал резкое снижение курсов акций мировых технологических компаний и дискуссии о переоценке инвестиций в области[169][170][171].

- 28 января
  - Стрелки «Часов Судного дня» перевели на секунду вперед[172].
  - Премьер-министр Сербии Милош Вучевич подал в отставку на фоне протестов после обрушения навеса на железнодорожной станции в Нови-Саде; он остается исполняющим обязанности до тех пор, пока Народная скупщина не примет его отставку[173][174].
  - Президент США Дональд Трамп подписал несколько указов касающихся вооруженных сил США, в том числе о создании американского аналога израильской системы противоракетной обороны «Железный купол»[175][176].

- 29 января
  - Катастрофы и происшествия
    - В небе над Вашингтоном (США) произошло столкновение в воздухе пассажирского самолёта CRJ700, заходившего на посадку в аэропорту имени Рональда Рейгана, с военным вертолётом UH-60; после столкновения обломки упали в реку Потомак. Все 67 человек, находившихся на бортах разбившихся воздушных судов, погибли[177][178][179][180][181].
    - В Индии в результате давки[англ.] во время празднования «Маха Кумбха Мела» в Праяградже погибли по меньшей мере 39 человек, более 200 получили ранения[182][183].
    - В Южном Судане в результате крушения[англ.] пассажирского самолёта Beechcraft 1900 в Рубконе погибли 20 человек, один выжил[184].
    - В Швеции убит[англ.] антиисламский активист Салван Момика, он был застрелен во время своей прямой трансляции в TikTok[185].

  - Судебные процессы
    - Бывший сенатор Роберт Менендес был осуждён на 11 лет за коррупцию; будучи главой сенатского комитета по международным отношениям, он продвигал интересы правительства Египта и отдельных бизнесменов, получая взятки деньгами и золотыми слитками. Он стал первым сенатором, осуждёным за действия в качестве агента иностранного правительства[186].

  - Политика
    - Президент США Дональд Трамп подписал первый закон, принятый в ходе его второго президентства — Закон Лейкен Райли, согласно которому федеральные правоохранительные органы обязаны задерживать нелегальных мигрантов, подозреваемых в кражах и насильственных преступлениях[187], а также распорядился подготовить военную базу Гуантанамо на Кубе для размещения 30 тысяч наихудших преступников из числа нелегальных мигрантов[188][189].
    - Ахмед Аш-Шараа назначен президентом Сирии на переходный период[190].

  - Наука
    - Опубликованы результаты анализа проб с астероида (101955) Бенну, добытых космическим аппаратом OSIRIS-REx. Установлено, что все основные строительные блоки жизни были широко распространены в ранней Солнечной системе, обнаружены тысячи органических соединений, включая 14 из 20 аминокислот, а также все нуклеотидные основания[191].

  - Спорт
    - Монгольский сумоист Хосёрю Томокацу стал 74-м ёкодзуной в истории спорта[192]. Высшее иерархическое звание было официально присвоено спортсмену Советом директоров Японской ассоциации сумо. Хосёрю стал восьмым иностранцем (не японцем) и шестым монголом, которому был присвоен ранг ёкодзуны[193].
    - Защитник клуба «Флорида Пантерз» Дмитрий Куликов стал 9-м российским хоккеистом, сыгравшим за карьеру 1000 матчей в регулярных сезонах НХЛ[194].

- 30 января
  - Астероиду 2024 YR4 присвоен наивысший рейтинг опасности по Палермской шкале, что впервые запустило глобальные процедуры плана планетарной защиты от астероидов, после того, как последние наблюдения подтвердили, что вероятность его столкновения с Землей 22 декабря 2032 года составляет 1 к 77 (1,3 %)[195].
  - Даниэль Ортега провёл в Никарагуа реформу конституции[англ.], официально утвердив в стране двоевластие, и сделал свою жену Росарио Мурильо сопрезидентом[196].

- 31 января
  - В Филадельфии (США) разбился медицинский транспортный самолёт Learjet 55, выполнявший рейс эвакуации, погибли все 6 человек на борту[197]. Самолёт упал на жилой квартал и повредил газопровод, что вызвало на месте крушения пожар. На земле погиб один человек, 24 пострадали[198].